# The House with Closed Shutters
The House with Closed Shutters é um filme mudo do gênero dramático norte-americano de curta-metragem, dirigido por D. W. Griffith e escrito por Emmett C. Hall em 1910. Partes do filme encontram-se conservadas no Museu de Arte Moderna, na George Eastman House e na Biblioteca do Congresso dos Estados Unidos.

## Elenco
- Henry B. Walthall
- Grace Henderson
- Dorothy West
- Joseph Graybill
- Charles West
- William J. Butler
- Edwin August
- Verner Clarges
- John T. Dillon
- Gladys Egan
- Frank Evans
- Francis J. Grandon
- Alfred Paget
- Mabel Van Buren